# Pennock (Minnesota)
Pennock ist eine Stadt im Kandiyohi County im US-Bundesstaat Minnesota. Das U.S. Census Bureau hat bei der Volkszählung 2020 eine Einwohnerzahl von 479 ermittelt.

## Geographie
Pennocks geographische Koordinaten sind 45° 9′ N, 95° 11′ W. Nach den Angaben der United States Census Bureaus hat die City eine Fläche von 2,6 km², die vollständig auf Land entfallen.
Der Ort liegt am U.S. Highway 12.

## Demographie
Zum Zeitpunkt des United States Census 2000 bewohnten Pennock 504 Personen. Die Bevölkerungsdichte betrug 196,6 Personen pro km². Es gab 173 Wohneinheiten, durchschnittlich 67,5 pro km². Die Bevölkerung Pennocks bestand zu 87,30 % aus Weißen, 1,98 % Native American, 0,20 % Asian, 8,53 % gaben an, anderen Rassen anzugehören und 1,98 % nannten zwei oder mehr Rassen. 11,90 % der Bevölkerung erklärten, Hispanos oder Latinos jeglicher Rasse zu sein.
Die Bewohner Pennocks verteilten sich auf 166 Haushalte, von denen in 53,6 % Kinder unter 18 Jahren lebten. 63,9 % der Haushalte stellten Verheiratete, 10,8 % hatten einen weiblichen Haushaltsvorstand ohne Ehemann und 21,1 % bildeten keine Familien. 17,5 % der Haushalte bestanden aus Einzelpersonen und in 4,8 % aller Haushalte lebte jemand im Alter von 65 Jahren oder mehr alleine. Die durchschnittliche Haushaltsgröße betrug 3,04 und die durchschnittliche Familiengröße 3,41 Personen.
Das mittlere Haushaltseinkommen in Pennock betrug 42.273 US-Dollar und das mittlere Familieneinkommen erreichte die Höhe von 44.167 US-Dollar. Das Durchschnittseinkommen der Männer betrug 30.000 US-Dollar, gegenüber 20.481 US-Dollar bei den Frauen. Das Pro-Kopf-Einkommen in Pennock war 16.296 US-Dollar. 4,6 % der Bevölkerung und 1,5 % der Familien hatten ein Einkommen unterhalb der Armutsgrenze, davon waren 2,8 % der Minderjährigen und 5,1 % der Altersgruppe 65 Jahre und mehr betroffen.
Die Stadtbevölkerung verteilte sich auf 35,7 % Minderjährige, 9,1 % 18–24-Jährige, 33,5 % 25–44-Jährige, 14,3 % 45–64-Jährige und 7,3 % im Alter von 65 Jahren oder mehr. Das Durchschnittsalter betrug 30 Jahre. Auf jeweils 100 Frauen entfielen 102,4 Männer. Bei den über 18-Jährigen entfielen auf 100 Frauen 102,5 Männer.

## Söhne und Töchter der Stadt
- Doug Spartz, US-amerikanischer Singer-Songwriter und Gitarrist